# Бендер Віталій Петрович
Віталій Петрович Бендер (* 5 січня 1923, село Слов'яносербське (тепер смт. Слов'яносербськ Луганської області) — † 30 жовтня 1991, Англія) — український письменник, журналіст і громадсько-політичний діяч.

## Біографія
Народився він 5 січня 1923 року в селі Слов'яносербському, яке з 1936 року є частиною Луганської області на Донбасі.
Ще перед початком Другої світової війни закінчив т. зв."десятирічку" й був покликаний до війська. Був двічі ранений. Потрапив до німецького полону, з якого вирвався, записавшись до дивізії «Галичина».
Кінець війни застав його в чужій уніформі в англійському полоні. З англійського полону з Італії, як інтернованого вояка Першої Дивізії УНА, привезли його до Англії і в 1949 році звільнили з полону.

### Творчість
За дротами, в Італії, почав Віталій Бендер писати короткі оповідання до таборових газет. Від 1946 року він видав друком ряд повістей і романів. Повість «Марко Буджа» (1946 p.), роман в двох томах «Марш молодости» (Мюнхен, 1954), який присвятив воякам та старшинам дивізії, «Навздогін за ворогом», «Минулі дні», «Вечірній гість» — детективно-розважальний твір, книгу нарисів про провінційне українське містечко «Станція Пугаловська» (Торонто, 1983 р.) та свої вояцькі пригоди й переживання в останній війні в книзі «Фронтові дороги» (Торонто — Нью-Йорк, 1987 p.).
Окрім того Віталій Бендер написав майже 50 інших оповідань і новел та понад 800 статей, нарисів, сильветок, рецензій, радіоскринтів, фейлетонів та гуморесок, які переважно друкувалися в газеті «Українські вісті», що виходила в Новім Ульмі, а пізніше в Детройті, та в газетах «Українська думка», «Свобода», «Український голос», «Час», в журналах «Нові дні», «Молода Україна», «Наші позиції», «Всесвіт», «Оса», «Вісті комбатанта» та «Штурм». Статті він підписував своїм прізвищем чи одним з псевдонімів: В. Дончак, Л. Любава, О. Кей, Вол. Токар, Ст. Петелько, Ол. Райт, П. Р. Бендя та ін. В газеті «Українські вісті» вів рубрики «На наш погляд» та «Прочитане, розказане, побачене, пережите».
Понад 25 років працював в Лондоні в Бі-Бі-Сі як журналіст-перекладач. З 1949 року активний член УРДП, а з 1954 й провідний член партії, яку очолював Іван Багряний.
В 1954 році його призначено на головного редактора «Українських вістей» і ті обов'язки він виконував аж до часу одруження в Англії 1957 року. Окрім того він допомагав редагувати неперіодичне видання ЦК УРДП — газету «Ми ще по вернемося», як відповідь на заклики до українців зі східних областей України повертатися «на родіну», та газету російських демократів «Освобождєніє», що виходила при «Українських вістях».

### Політичне життя
Віталій Бендер брав активну участь в українському політичному житті.
Від 1965 року до 1972 року очолював УРДП в Англії, а з 1960-х років став постійним членом ЦК та Секретаріяту Української Революційно-Демократичної Партії, яка на десятому з'їзді змінила назву на Українську Демократично-Республіканську Партію.
Помер 30 жовтня 1991 року в Англії після операції від серцевого нападу.

## Твори
- Бендер В. Марш молодости. — К.: Юніверс, 2005. — 883 с.
- Бендер В. Станція Пугаловська. — Торонто: СУЖЕРО, 1984. — 201 с.
- Бендер В. Фронтові дороги. — Торонто — Нью-Йорк: Сужеро, Добрус, 1987. — 278 с.
- Бендер В. Фронтові дороги. Марш молодості // Уроки правди і добра / Упоряд. та автор біогр. нарисів В. В. Оліфіренко. — Донецьк: Донбас, 2001. — С. 229–247.